# Островерхов, Виталий Андреевич
Вита́лий Андре́евич Острове́рхов (19 июля 1923, Краснодар — 7 мая 1995, Москва) — советский тренер по боксу. Старший тренер центрального совета добровольного спортивного общества «Спартак», личный тренер таких титулованных советских боксёров как Алексей Киселёв, Юрий Громов, Анатолий Ершов, Эдуард Борисов и др. Заслуженный тренер СССР (1965). Судья всесоюзной категории (1955).
Участник Великой Отечественной войны.

## Биография
Родился 19 июля 1923 года в Краснодаре, в том же году его семья переехала на постоянное жительство в Москву. Окончил школу и фабрично-заводское училище, после чего трудоустроился на заводе «Красный пролетарий». Активно заниматься боксом начал в возрасте тринадцати лет в 1936 году, проходил подготовку в московском спортивном обществе «Спартак».
В 1940 году одержал победу на чемпионате Москвы среди юниоров, однако из-за начавшейся Великой Отечественной войны вскоре вынужден был прервать спортивную карьеру — в 1941 году добровольцем отправился на фронт. Командовал ротой ночной разведки, участвовал в Сталинградском сражении, где получил тяжёлое ранение в руку. Награждён орденами Отечественной войны I и II степеней (1985, 1946), медалями «За победу над Германией в Великой Отечественной войне 1941—1945 гг.» (1947), «Двадцать лет Победы в Великой Отечественной войне 1941—1945 гг.» (1966), «Тридцать лет Победы в Великой Отечественной войне 1941—1945 гг.» (1975), «Сорок лет Победы в Великой Отечественной войне 1941—1945 гг.» (1980), «50 лет Победы в Великой Отечественной войне 1941—1945 гг.» (1995), «50 лет Вооружённых Сил СССР» (1969, 1971), нагрудным знаком «25 лет победы в Великой Отечественной войне» (1970) и др.
После войны, несмотря на потерю руки, занялся тренерской и спортивно-общественной деятельностью. В течение многих лет занимал должность старшего тренера центрального совета добровольного спортивного общества «Спартак», долгие годы возглавлял Федерацию бокса Москвы, являлся председателем всесоюзного Совета ветеранов бокса.
Как тренер подготовил ряд титулованных спортсменов, добившихся успеха на международной арене. Так, его подопечным был заслуженный мастер спорта Алексей Киселёв, серебряный призёр двух летних Олимпийских игр, обладатель серебряной медали чемпионата Европы, двукратный чемпион СССР, позже так же ставший успешным тренером. Другой его воспитанник Юрий Громов — бронзовый призёр чемпионата Европы, двукратный чемпион СССР. Ученики Островерхова Анатолий Ершов и Эдуард Борисов так же становились чемпионами страны по боксу. Принимал участие в подготовке двукратного олимпийского чемпиона Бориса Лагутина. В разное время у него тренировались писатель Юлиан Семёнов, учёный-физик Юрий Осипьян, актёр и певец Владимир Высоцкий. За выдающиеся достижения на тренерском поприще в 1965 году Виталий Островерхов был удостоен почётного звания «Заслуженный тренер СССР».
В 1991 году учредил «Ассоциацию содействия реабилитации и физическому воспитанию детей-сирот и детей, оставшихся без попечения родителей». Член Президиума ДСО «Спартак», первый директор люберецкой школы бокса «Спартак». Награждён медалью «В память 800-летия Москвы», почётным знаком «За заслуги в развитии физической культуры и спорта» (1990).
Умер 7 мая 1995 года. Похоронен в Москве, на Ваганьковском кладбище.
Начиная с 1995 года российским советом «Спартака» проводится традиционный юношеский турнир по боксу «Мемориал заслуженного тренера СССР Виталия Островерхова».